# Grådask
Grådask är ett i Sverige sålt portvin av typen tawny port, vilket innebär en längre lagring på ekfat.
Varumärket Grådask registrerades 16 juni 1906 men hade redan då varit i bruk i cirka 50 år. Benämningen uppstod i mitten av 1800-talet, som namn på ett Very Old Superior Red Portwine i vinhandlare J. D. Grönstedts sortiment. Det krångliga namnet gjorde att det blev döpt till Grådask i folkmun (antagligen efter den mellangrå etiketten), vilket till slut registrerades som varumärke. 2008 köpte Pernod Ricard varumärket från Vin & Sprit.
Grådask buteljerades i Sverige till 1996, men tappas i dag i portvinets hemstad, Vila Nova de Gaia, i Portugal.